# Société Mécanique Industrielle d’Anzin
 (novembre 2024).
Société Mécanique Industrielle d’Anzin est un constructeur automobile français.

## Production
L’entreprise basée à Anzin a commencé à produire des automobiles en 1899. Le nom de marque était Raouval. Le moteur venait de Pygmée. Le moteur bicylindre avait une cylindrée de 2 851 cm3. L’alésage était de 110 mm et la course de 150 mm. Le moteur atteignait une puissance maximale de 8 HP à 800 tr/min. Le carburateur utilisé est du type
Longuemare. Les roues arrière ont un diamètre de 1 000 mm et les roues avant de 800 mm. Le véhicule avait trois freins. L’un agit directement sur les moyeux des roues arrière. L’un agissait sur l’arbre de différentiel et l’autre sur les pneus des roues. La production a été complètement arrêtée en 1902.

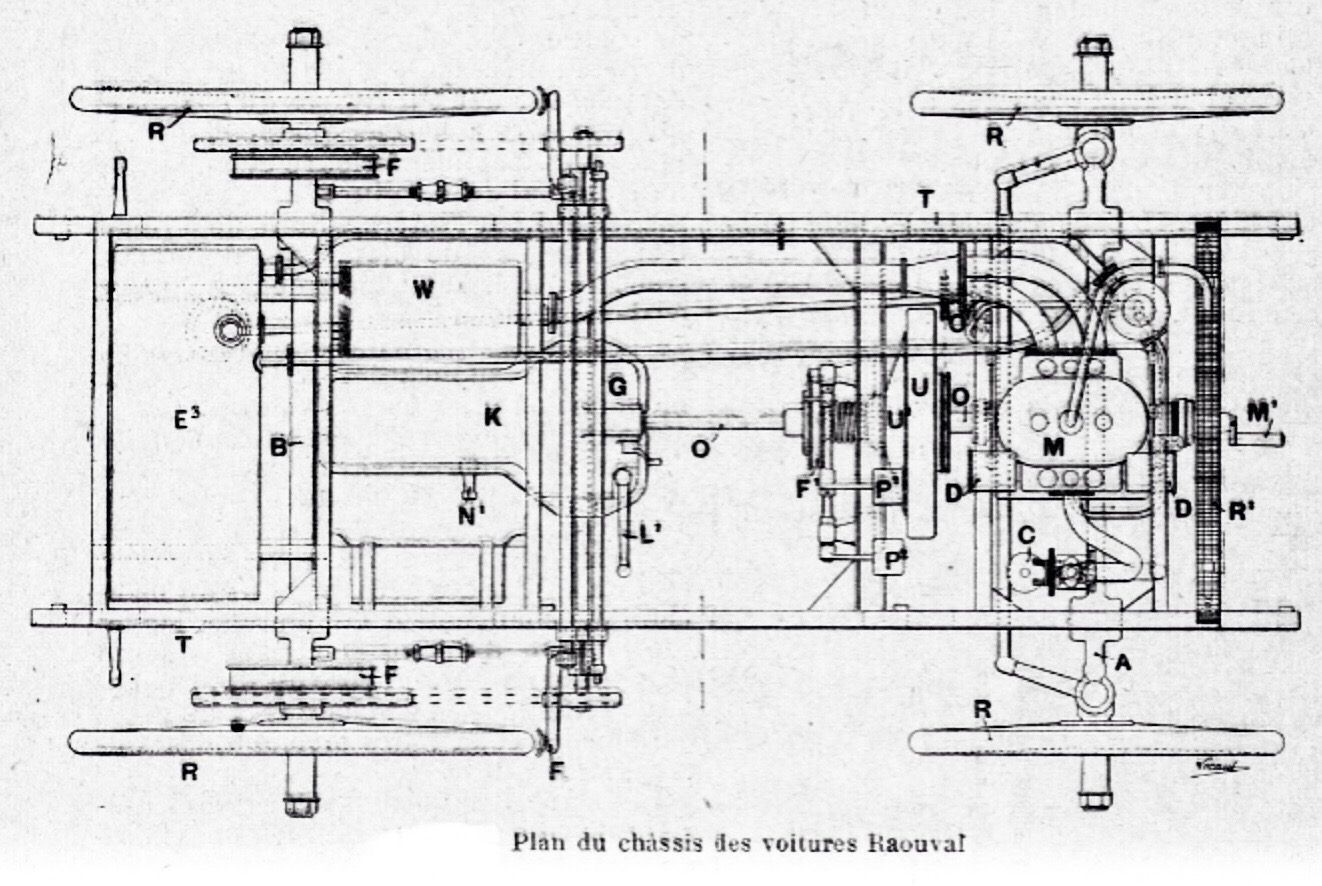
Raouval Châssis (1899)
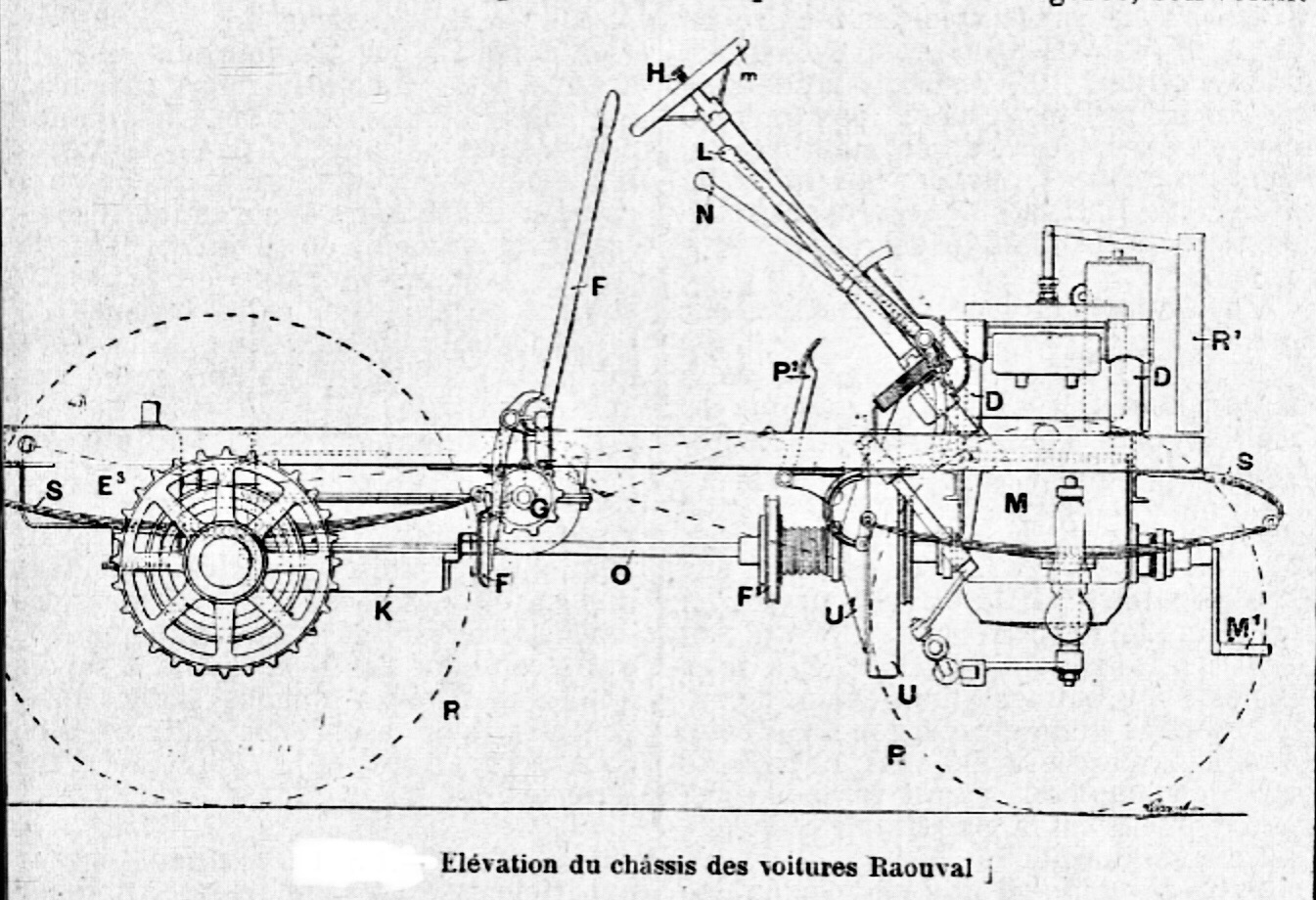
Raouval Voiture Châssis (1899)